# Paris og London på vrangen
Paris og London på vrangen (originaltitel Down and Out in Paris and London) fra 1933 er den engelske forfatter George Orwells personlige beretning om sit liv som fattig i begge byer. Bogen begynder i Paris, hvor Orwell boede i to år, mens han forsøgte at tjene til dagen og vejen ved at give privatundervisning i engelsk og skrive artikler og anmeldelser til forskellige tidsskrifter. Han endte som plongeur, dvs. opvasker og køkkenassistent, og tjente lige nok til at kunne få mad. To år senere flyttede Orwell til London, hvor han ved siden af sit skriveri og undervisning arbejdede som assistent i en boghandel – hvilket senere inspirerede han roman Keep the Aspidistra Flying
I den senere bog The Road to Wigan Pier skriver Orwell, at Paris og London på vrangen til en vis grad også er fiktion – visse hændelser fandt ikke sted, og der er lavet om på kronologien for at gøre bogen mere læseværdig.

## Gennemgang af kapitlerne

### 1. kapitel – 23. kapitel: Paris
Orwell begynder med at beskrive, hvordan tilværelsen var på hans hotel, og han præsenterer nogle af de figurer, der optræder i de senere kapitler. Fra 3. kapitel til 10. kapitel, hvori Orwell får arbejde på "Hotel X", beskriver han, hvordan han er havnet i fattigdom: Han mister sin indtægt, da hans engelsktimer stopper, og han begynder at pantsætte sine ejendele og lede efter arbejde sammen med en russisk tjener ved navn Boris. Han fortæller, hvordan han gik to dage uden mad, og om hvordan han møder nogle russiske "kommunister", som han senere er overbevist om var bondefangere, som angiveligt indsamlede medlemskontingenter til en hemmelig revolutionær gruppe, og som senere forsvandt.
Efter diverse prøvelser med arbejdsløshed og sult, begynder Orwell at arbejde mange timer om dagen som plongeur på "Hotel X", og han beskriver i 14. kapitel det hektiske og tilsyneladende kaotiske arbejde på hotellet. Han fortsætter med at fortælle om arbejderens tilværelse i Paris: arbejde og søvn, og så drikkeri lørdag aften og nat indtil tidligt søndag morgen – "det eneste, der gjorde livet værd at leve" for nogle af de ugifte mænd i bydelen. I 16. kapitel fortæller Orwell, at der fandt et mord sted uden for det hotel, hvor han boede, lige nedenfor vinduet. Han husker især, at han var tilbage i seng og sov tre minutter efter mordet. "Vi var arbejdere, og hvad mening var der i at spilde sin søvn på grund af et mord?"
Orwell er igen uden penge, da han og Boris siger deres hoteljob op for at arbejde på en restaurant, hvor Boris er sikker på, at han kan få arbejde som tjener igen (hans tidligere arbejde var af lavere status). Men le patron, en tidligere "oberst i den russiske hær", har iflg. Boris økonomiske vanskeligheder, og Orwell får ikke løn for ti dage og tilbringer natten på en bænk for at undgå at skulle konfronteres med sin værtinde pga. huslejen. "Det var meget ubehageligt – ryglænet skærer sig ind i ens ryg – og meget koldere end jeg havde ventet."
På restauranten arbejder Orwell "sytten og en halv time næsten uden pause." Vi får at vide, at Boris arbejder endnu mere: "atten timer i døgnet alle ugens syv dage. En sådan arbejdstid er ikke usædvanlig i Paris, selvom den ikke er normal." Orwell er tilbage i rutinen igen, og han fortæller om hvordan han bogstaveligt skal kæmpe for en plads i metroen for at være i det "kolde, beskidte køkken" kl. syv om morgenen.
I et af de sidste kapitler i bogen kommer Orwell med følgende betragtning:
"[E]n plongeur er en af den moderne verdens slaver. Ikke fordi der er nogen grund til at flæbe over ham, for han er bedre stillet end mange af håndens arbejdere, og alligevel er han ikke mere fri, end hvis han blev købt og solgt. Hans arbejde er servilt og kræver ingen skabende evner; hans løn kan lige akkurat holde liv i ham, hans eneste ferie kommer, når han bliver fyret. […] I dette øjeblik står mænd med universitetesgrad og skrubber tallerkener i Paris i ti eller femten timer i døgnet. Man kan ikke sige, at det skyldes ren og skær dovenskab fra deres side, for en doven mand kan ikke være plongeur; de er simpelthen blevet indfanget af en trædemølle, som gør det umuligt at tænke. Hvis plongeurs i det hele taget tænkte, ville de for længe siden have dannet en fagforening og være gået i strejke for at opnå bedre kår. Men de tænker ikke, fordi de ikke har fritid til det; deres tilværelse har gjort dem til slaver."
Her skinner Orwells socialistiske holdning igennem. Han konkluderer, at en plongeurs slavearbejde fortsætter, fordi de rige – der ikke aner noget de fattiges kår, fordi de aldrig har oplevet det – er godt tilfredse med at holde dem i fattigdom, fordi de, selvom de kan se, at det er noget skidt, er bange for "den gemene hob" og tror, at hvis den gemene hob får frihed, vil det true de riges frihed.
I mellem alt dette er der anekdoter, som nogle af figurerne fortæller, f.eks. Valenti, som var en italiensk tjener på hotellet, hvor Orwell arbejdede, og Charlie "en af de lokale originaler […] en ung mand af god familie, og med en god uddannelse, som var stukket af hjemmefra …"

### 18. kapitel – 38 kapitel: London
George Orwell ankommer til London i forventning om, at der venter ham et job – en ven, "B" har fortalt ham, at han vil blive betalt for at passe en "imbecil". Desværre for Orwell er hans arbejdsgiver taget udenlands.
Indtil hans arbejdsgiver vender tilbage, lever Orwell som vagabond og tilbringer nætterne i "huller" (steder, hvor vagabonder kunne sove gratis men hvor de var nødt til at rejse videre dagen efter – og de måtte højst være i det samme "hul" to gange om måneden). Figurerne i denne del af bogen omfatter bl.a. den irske vagabond Paddy og fortovsmaleren Bozo.
Bogen slutter med Orwells konklusion:
"Foreløbig synes jeg ikke, jeg har set andet end fattigdommens overdrev. Alligevel kan jeg påpege et par ting, som jeg i hvert fald har lært ved at være til rotterne. Jeg vil aldrig mere tro at alle vagabonder er fordrukne slyngler, eller vente at en tigger er taknemmelig, når jeg giver ham en penny, eller blive overrasket hvis arbejdsløse mangler energi, eller give bidrag til Frelsens Hær eller pantsætte mit tøj eller sige nej til en reklametryksag eller indtage et måltid på en elegant restaurant. Det er altid en begyndelse."

Denne artikel er en oversættelse af artiklen Down and Out in Paris and London på den engelske Wikipedia. Oversættelsen tager i sin sprogbrug desuden udgangspunkt i den danske udgave af Paris og London på vrangen (Gyldendal 1975), oversat af Birte Svensson.